# Aureliano Torres
Aureliano Torres Romàn (Asunción, 16 giugno 1982) è un ex calciatore paraguaiano, di ruolo centrocampista.

## Palmarès

### Club
- Campionato argentino: 1

San Lorenzo: Clausura 2007

### Nazionale
- Argento olimpico: 1

Atene 2004